# Этаньяк
Этанья́к (фр. Étagnac) — коммуна во Франции, находится в регионе Пуату — Шаранта. Департамент — Шаранта. Входит в состав кантона Шабане. Округ коммуны — Конфолан.
Код INSEE коммуны — 16132.
Коммуна расположена приблизительно в 350 км к югу от Парижа, в 85 км юго-восточнее Пуатье, в 60 км к северо-востоку от Ангулема.

## Население
Население коммуны на 2008 год составляло 989 человек.
| 1962 | 1968 | 1975 | 1982 | 1990 | 1999 | 2008 |
| ---- | ---- | ---- | ---- | ---- | ---- | ---- |
| 987  | 950  | 910  | 966  | 949  | 982  | 989  |

## Экономика
В 2007 году среди 561 человека в трудоспособном возрасте (15—64 лет) 429 были экономически активными, 132 — неактивными (показатель активности — 76,5 %, в 1999 году было 67,0 %). Из 429 активных работали 406 человек (228 мужчин и 178 женщин), безработных было 23 (8 мужчин и 15 женщин). Среди 132 неактивных 16 человек были учениками или студентами, 78 — пенсионерами, 38 были неактивными по другим причинам.

## Достопримечательности
- Замок Рошбрюн[фр.] (XVI—XVIII века). Исторический памятник с 1959 года[3]
- Часовня бывшего монастыря Этрикор (XII век). Исторический памятник с 1987 года[4]
- Древнеримская лагерная стоянка

## Фотогалерея

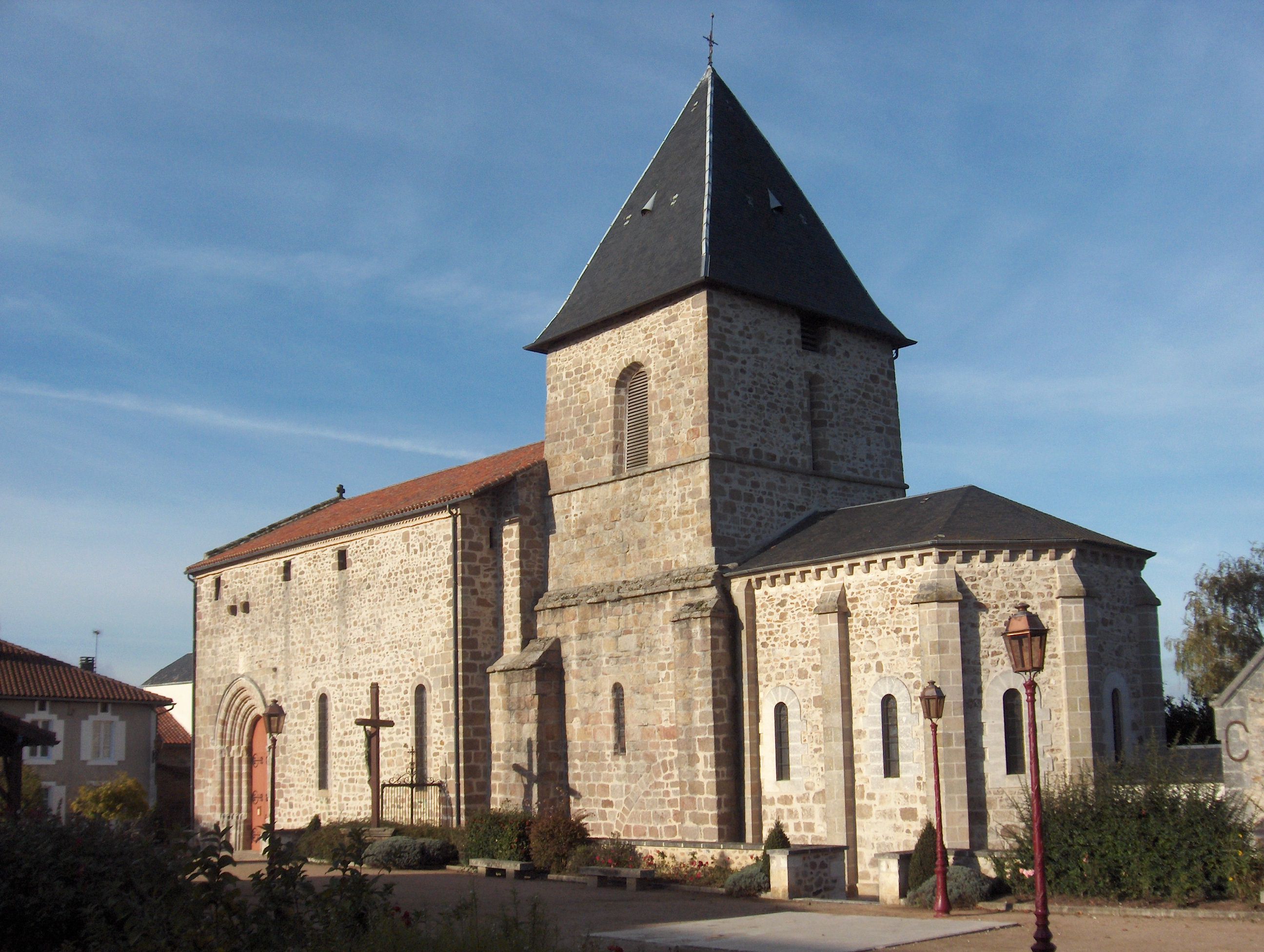
Церковь
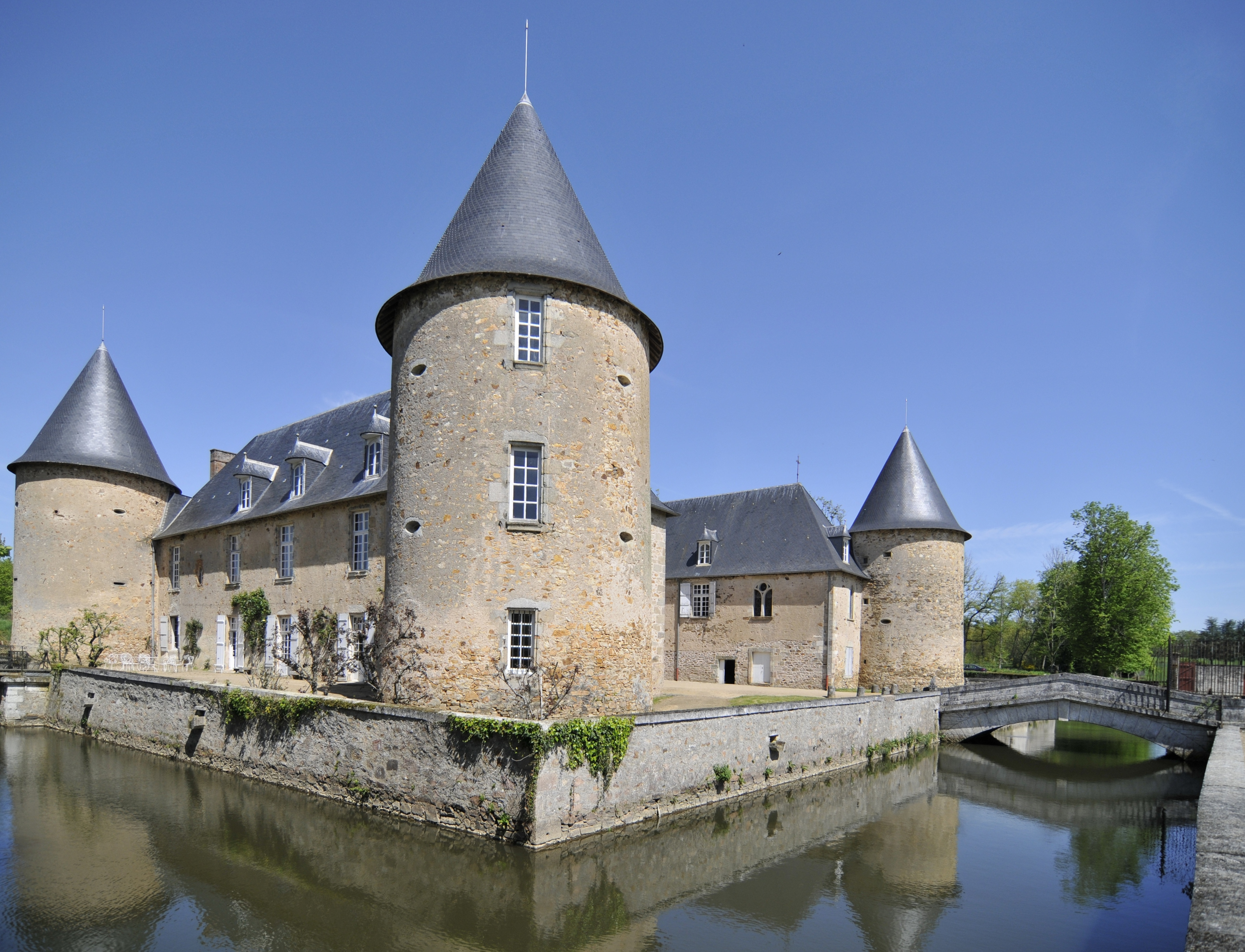
Замок Рошбрюн
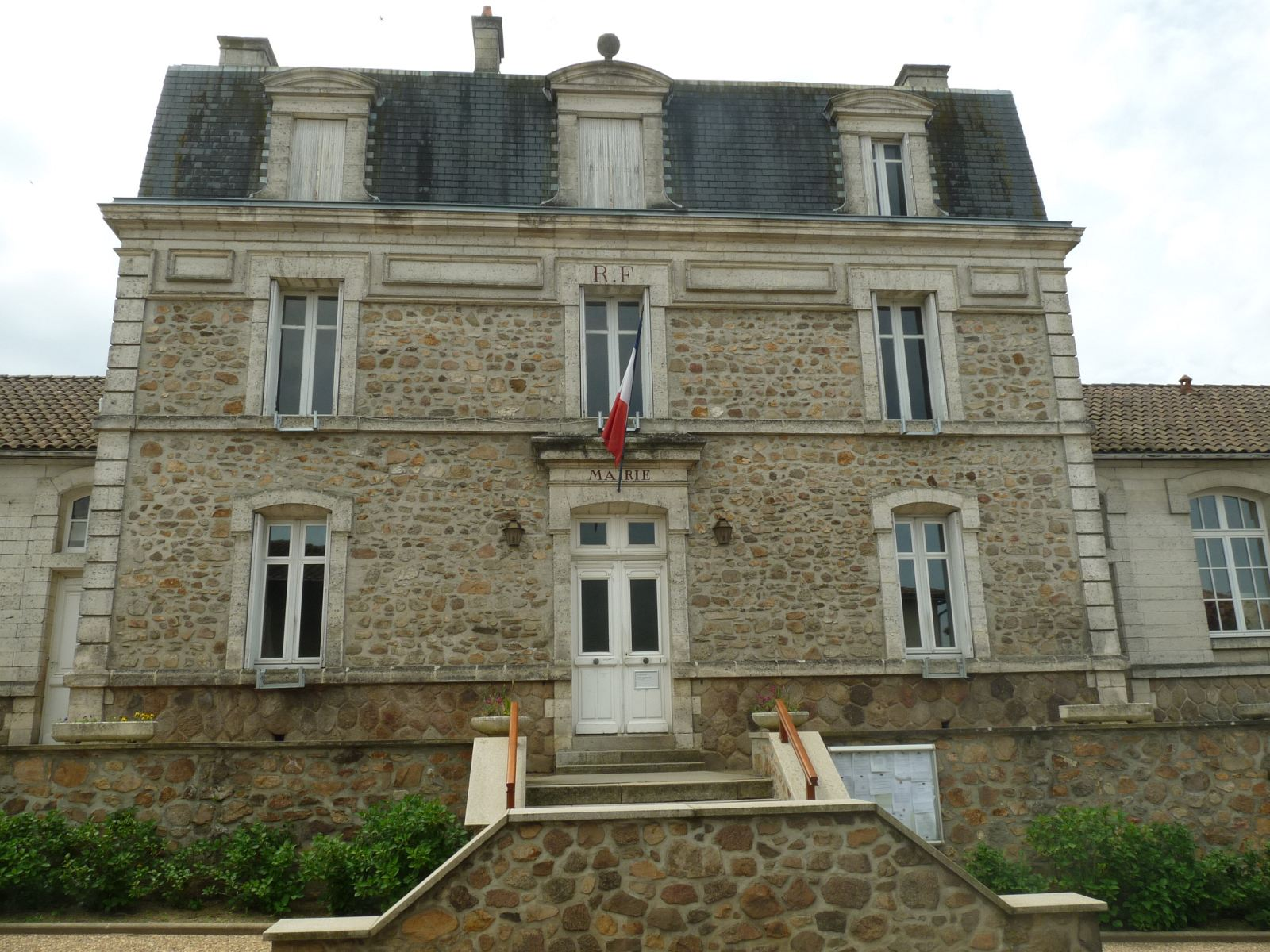
Мэрия
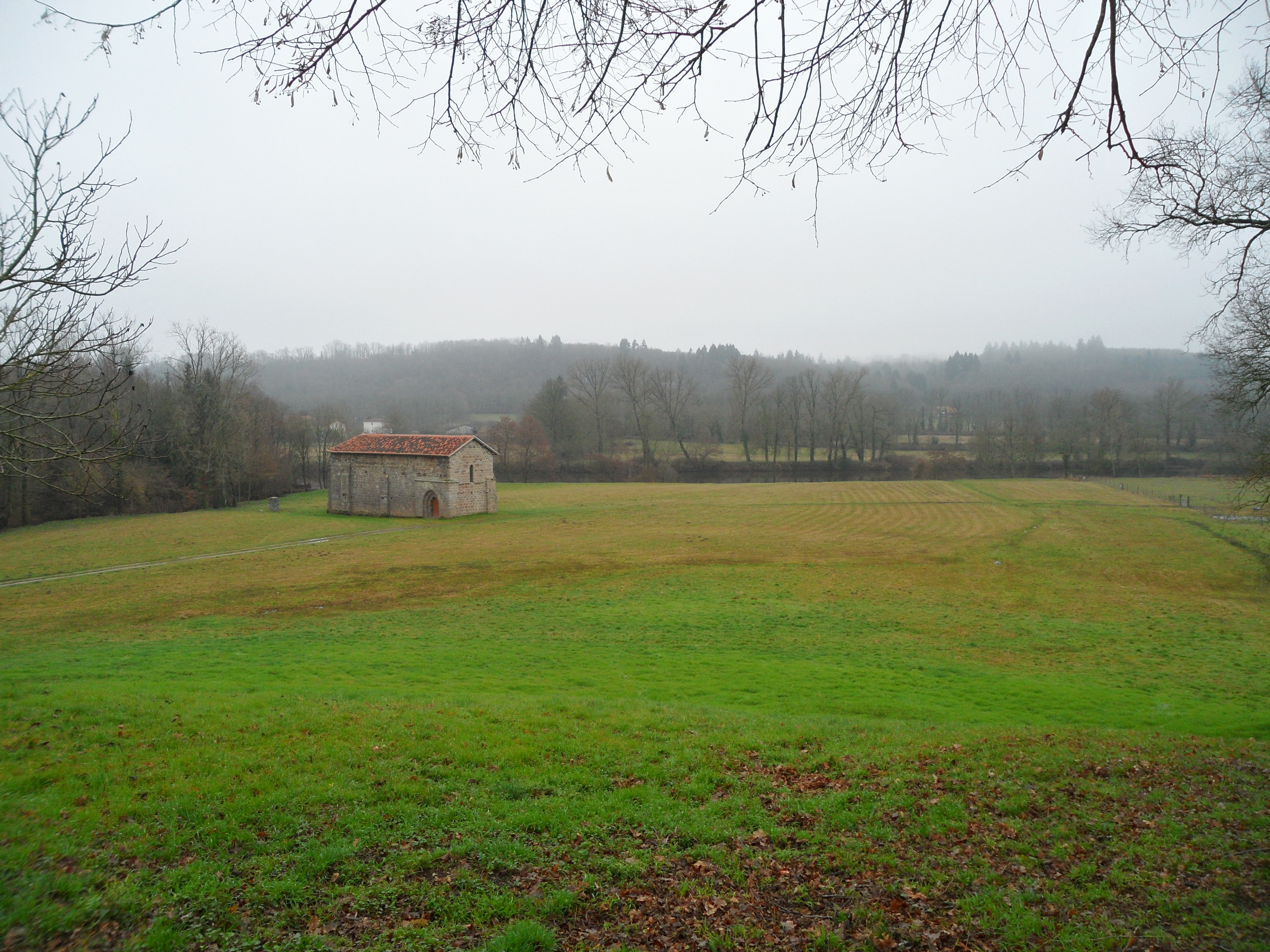
Часовня